# Cimolais
Cimolais (Thimolei in dialetto locale) è un comune italiano di 339 abitanti del Friuli-Venezia Giulia. Si trova all'uscita del torrente Cimoliana, poi affluente del Cellina, dall'omonima valle Cimoliana.

## Geografia fisica

### Territorio

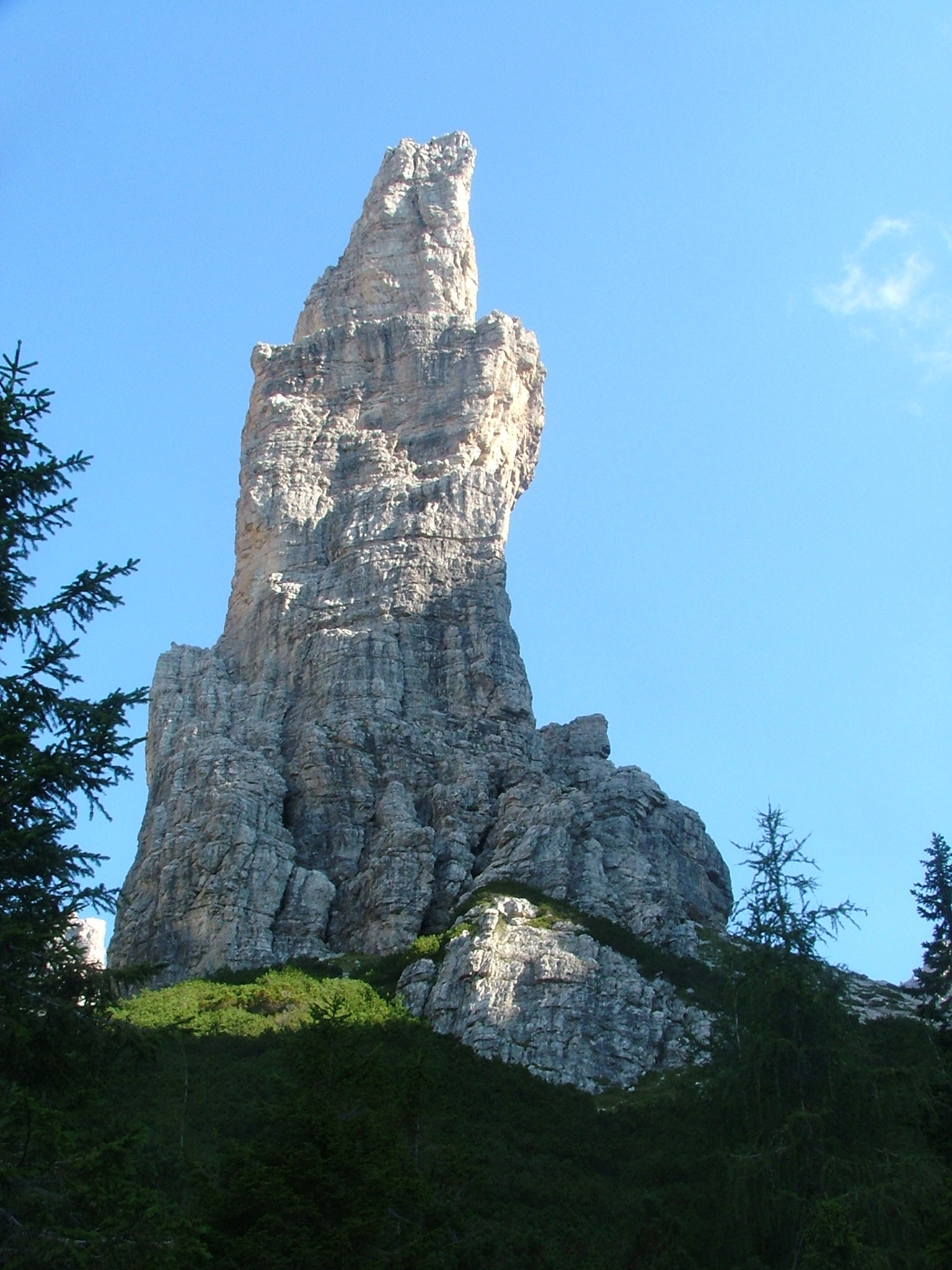
Campanile di Val Montanaia

Il territorio del comune di Cimolais è integralmente montano, compreso tra una altitudine minima di 568 m s.l.m. ed una massima di 2.703 m s.l.m. (presso Cima dei Preti). Gran parte della superficie del comunale è compresa nel Parco naturale delle Dolomiti Friulane, nominate patrimonio mondiale dell'UNESCO nell'estate 2009 (Lista dei patrimoni dell'umanità).
La cima più famosa e caratteristica è il Campanile di Val Montanaia, situato nell'alta Val Cimoliana e noto ad alpinisti ed escursionisti.

## Origini del nome
Il toponimo, menzionato già attorno all'anno Mille come Cymulay, ha origini incerte. Un'interpretazione poco plausibile, probabilmente di origine popolare, lo rimanda all'espressione latina in cima laci "in cima al lago", in riferimento a uno specchio d'acqua non più esistente. Il suffisso -is, ben presente in zona e in tutto il Friuli (vedi Andreis ma anche i vari toponimi bellunesi terminanti in -és), potrebbe indicare una relazione con un nome personale di difficile individuazione. Oppure, se si considerasse l'assenza del suffisso, potrebbe derivare dal personale latino Cemoleius.

## Monumenti e luoghi d'interesse

### Chiese

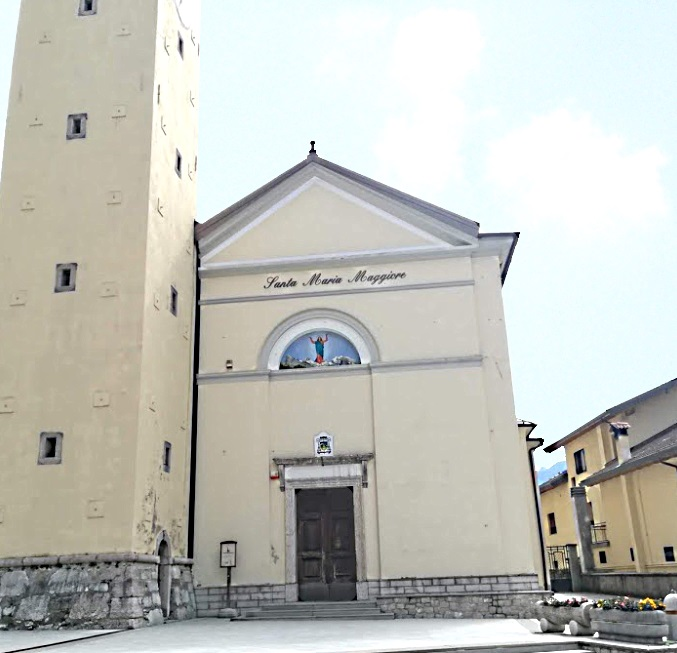
La chiesa parrocchiale

- Chiesa parrocchiale di Santa Maria Maggiore: la primitiva chiesa era già esistente nell'Alto Medioevo. La pieve cimoliana, compresa prima nel patriarcato di Aquileia, poi passata all'arcidiocesi di Udine e quindi aggregata alla diocesi di Concordia nel 1818, fu ricostruita nel XIX secolo e consacrata il 12 maggio 1867 dal vescovo di Concordia Nicolò Frangipane. Conserva alcuni pregevoli altari lignei del 1500.
- Chiese delle "crosite".
- Chiesetta alpina.
- Chiesa di San Floriano, situata nell'omonima frazione.

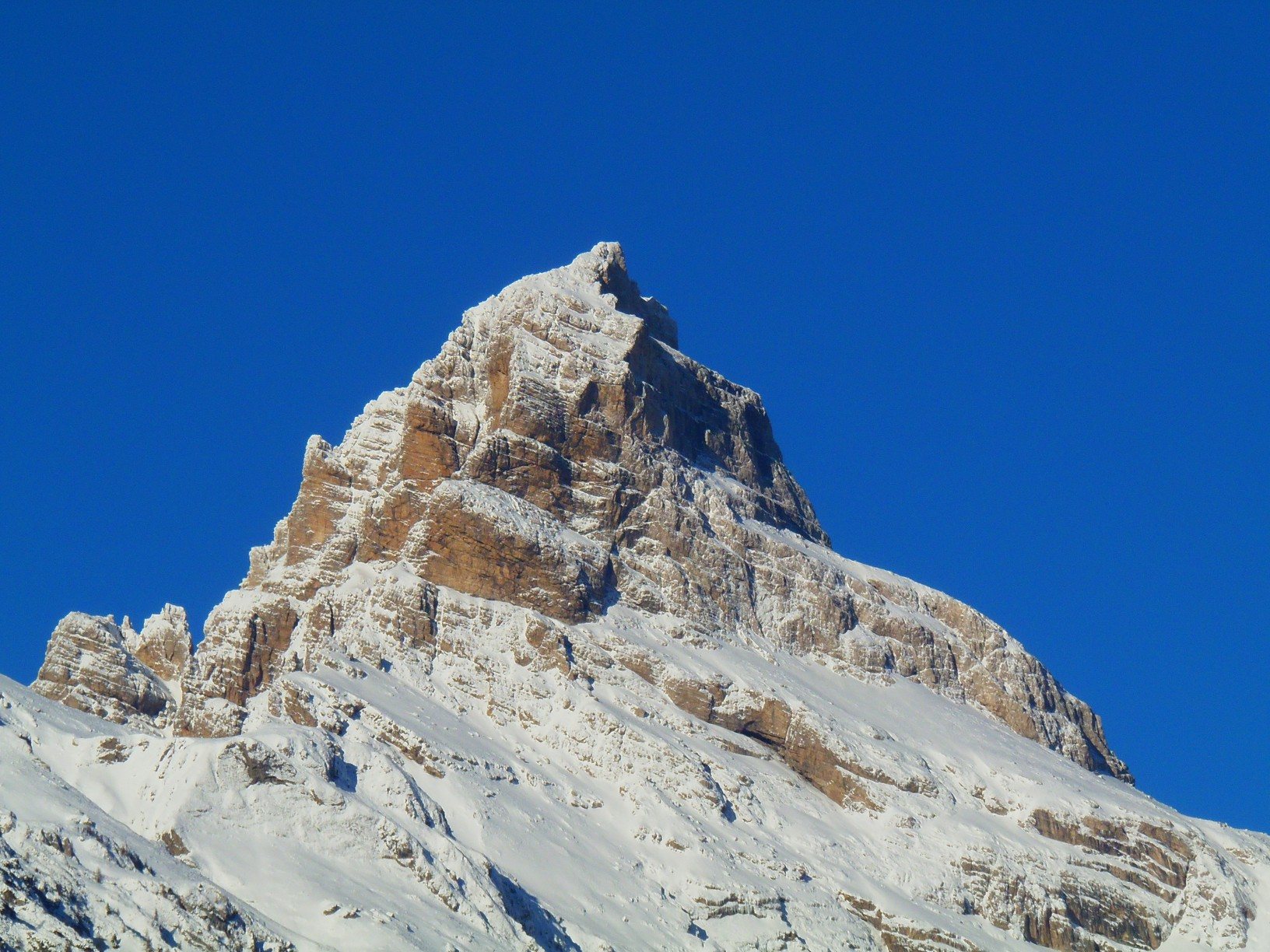
Il Monte Duranno, cima dolomitica che sovrasta l'abitato

- Chiesa di Sant'Osvaldo[7].

### Percorsi didattici
- Centro visite di Cimolais del Parco naturale delle Dolomiti Friulane[8].
- Centro didattico montano Pianpinedo[9]. Ubicato in località “Piana di Pinedo”, tra i comuni di Cimolais e Claut e ai confini del parco naturale delle Dolomiti friulane, il parco faunistico ricopre un'area di 35 ettari. Realizzato con la finalità di salvaguardare il mantenimento e l'incolumità di ogni specie animale, assicurandone una vita il più possibile vicina alla condizione selvatica, sia in termini di socializzazione che di spazi. Sarà possibile incontrare qualche cervo, dei caprioli, una colonia di stambecchi o qualche solitario camoscio. Non è escluso che si mostrino le marmotte o gli scoiattolo. Percorrendo il sentiero botanico è inoltre possibile osservare numerose specie vegetali, alcune delle quali anche rare, dei quali si possono osservare alcuni esemplari all'interno del centro visita. Numerose sono anche le specie floristiche.
- Percorso dei mulini[10] Il Sentiero dei Mulini realizzato dal Comune di Cimolais ripercorre la storia e la localizzazione di mulini che in Cimolais si trovano lungo la roggia che costeggiava il torrente Cimoliana. Il percorso è segnalato da cartelli indicatori. Dopo aver visto i siti dei Mulini si giunge al luogo dove sorgeva l'ex segheria di proprietà della fam. Protti. Qui una mostra all'aperto illustra in dettaglio il lavoro che veniva svolto nella segheria.[11]

## Società

### Evoluzione demografica
Abitanti censiti

### Lingue e dialetti
L'idioma retoromanzo storicamente parlato a Cimolais e nel vicino comune di Erto e Casso, ed oggi a forte rischio di estinzione, presenta caratteristiche intermedie al friulano ed al ladino, oggi con influssi del veneto bellunese nel lessico e nella pronuncia. Le ragioni dell'influsso ladino-dolomitico sarebbero da ricercarsi nella contiguità geografica dell'alta Val Cellina con la valle del Piave ove risultava anticamente parlato il ladino, retrocesso definitivamente in favore del veneto nel tardo Medioevo; la stessa "avanzata" del veneto nella valle del Piave spiegherebbe i suoi più recenti influssi sulla parlata locale e, in misura minore, anche in quella (più vicina al friulano, per quanto peculiare) del vicino comune di Claut.
Il comune, in base alla legge 15/96 in materia di tutela della lingua friulana, ha deliberato di non farsi includere nell'elenco dei comuni ove risulta storicamente parlato il friulano.

## Amministrazione
| Periodo        | Periodo        | Primo cittadino | Partito                 | Carica                    | Note   |
| -------------- | -------------- | --------------- | ----------------------- | ------------------------- | ------ |
| 25 giugno 1985 | 26 maggio 1990 | Pietro Bressa   | PCI                     | sindaco                   | [ 13 ] |
| 26 maggio 1990 | 24 aprile 1995 | Giuseppe Bressa | DC                      | sindaco                   | [ 14 ] |
| 24 aprile 1995 | 9 marzo 1998   | Luigi Bressa    | PDS                     | sindaco                   | [ 15 ] |
| 9 marzo 1998   | 15 giugno 1998 | Teresa Capone   | -                       | commissario straordinario |        |
| 15 giugno 1998 | 28 maggio 2002 | Gino Bertolo    | centro                  | sindaco                   | [ 16 ] |
| 28 maggio 2002 | 29 maggio 2007 | Rita Bressa     | Lista civica            | sindaco                   | [ 17 ] |
| 29 maggio 2007 | 7 maggio 2012  | Rita Bressa     | Lista civica            | sindaco                   | [ 18 ] |
| 7 maggio 2012  | 12 giugno 2017 | Fabio Borsatti  | lista civica Tremenigia | sindaco                   |        |
| 12 giugno 2017 | 13 giugno 2022 | Davide Protti   | lista civica #Thimolei  | sindaco                   |        |
| 13 giugno 2022 | in carica      | Davide Protti   | lista civica #Thimolei  | sindaco                   |        |

Alle elezioni amministrative del 2012 si era presentata una sola lista capeggiata dall'ex sindaco Gino Bertolo. Poiché in casi del genere il non raggiungimento del quorum porta al commissariamento del comune, Bertolo ha chiesto a Fabio Borsatti, suo conoscente, di costituire una lista "civetta" che potesse concorrere contro la sua. Al termine dello scrutinio, tuttavia, Borsatti è risultato inaspettatamente vincitore.

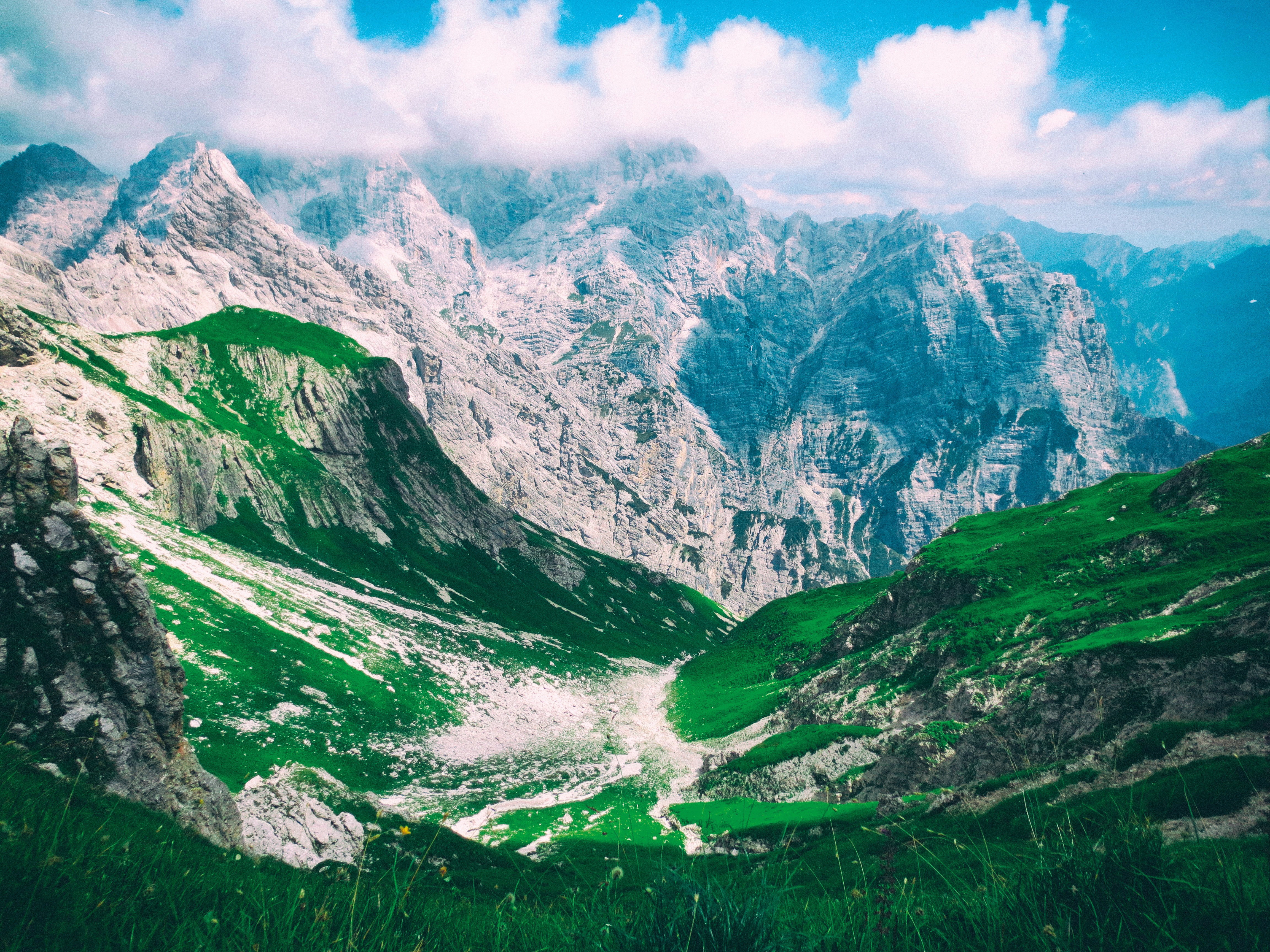
La vallata